# 中野昌宏 (社会思想史家)
中野 昌宏（なかの まさひろ、1968年 - ）は、日本の社会思想史の研究者である。

## 経歴
広島県生まれ。2001年、京都大学大学院人間・環境学研究科博士課程修了、博士（人間・環境学）。日本学術振興会特別研究員、大分大学経済学部講師・助教授・准教授などを経て、2008年4月青山学院大学総合文化政策学部総合文化政策学科准教授、2011年4月同教授。

## 著作

### 単著
- 『貨幣と精神―生成する構造の謎』ナカニシヤ出版、2006年3月

### 共著
- 「グローバル化と「文明の衝突」――近代化圧力による悲劇の反復」、大分大学経済学部編『グローバル化と日本の経済・社会』ミネルヴァ書房、2003年7月
- 「生成の論理としてのフェティシズム――無意識の構造を形式化する試み」、西部忠編『進化経済学のフロンティア』日本評論社、2004年7月
- 「貨幣論とフロイト＝ラカン」、新宮一成,立木康介編『知の教科書 フロイト＝ラカン』講談社選書メチエ、2005年5月
- 「資本（マルクス）」，「労働／仕事／活動（アレント）」、大村英昭,宮原浩二郎,名部圭一編『社会文化理論ガイドブック』ナカニシヤ出版、2005年6月